# Goh Liu Ying
Goh Liu Ying (chiń. 吳柳螢; pinyin Wú Liǔyíng; ur. 30 maja 1989 w Malakce) – malezyjska badmintonistka występująca w grze mieszanej. Srebrna medalistka olimpijska z Letnich Igrzysk Olimpijskich w 2016 w Rio de Janeiro w grze mieszanej. Razem z jej stałym partnerem, Chanem Peng Soon, byli sklasyfikowani najwyżej na 3. miejscu w światowym rankingu miksta.
W 2013 roku Goh postanowiła poddać się operacji kontuzjowanego kolana, ale podjęto decyzję, by ją przełożyć. Ostatecznie w maju 2014 roku zoperowane zostały oba kolana. Po blisko 11-miesięcznej przerwie Goh powróciła do gry w mikście z Chanem.
Uczestniczyła w Letnich Igrzyskach Olimpijskich w 2012 w Londynie i w 2016 w Rio de Janeiro w grze mieszanej. Zarówno w 2012 i 2016 Goh występowała w parze z Chanem Peng Soon. Turniej w Londynie zakończyli w fazie grupowej. W turnieju olimpijskim w Rio de Janeiro dotarli do finału, trafiając na reprezentantów Indonezji Tontowi Ahmada i Lilyanę Natsir. Spotkanie zakończyło się pewnym zwycięstwem Indonezyjczyków w dwóch setach (21–14, 21–12).